# Ibrahima Niane
Ibrahima Niane (sinh 11 tháng 3 năm 1999) là cầu thủ bóng đá chuyên nghiệp người Sénégal hiện tại đang chơi ở vị trí tiền đạo cho câu lạc bộ Angers tại Ligue 2.

## Sự nghiệp thi đấu

### Angers
Ngày 31 tháng 1 năm 2023, Niane gia nhập Angers, đội bóng thi đấu tại Ligue 1 theo dạng cho mượn.

## Danh hiệu
Metz
- Ligue 2: 2018–19

Cá nhân
- UNFP Ligue 1 Cầu thủ xuất sắc nhất tháng: Tháng 9 năm 2020[5]

## Thống kê sự nghiệp
Tính đến 12 tháng 9 năm 2022
| Câu lạc bộ | Mùa giải  | Giải đấu  | Giải đấu | Giải đấu  | Cúp quốc gia | Cúp quốc gia | Giải đấu Cúp | Giải đấu Cúp | Khác   | Khác      | Tổng cộng | Tổng cộng |
| Câu lạc bộ | Mùa giải  | Giải đấu  | Ra sân   | Bàn thắng | Ra sân       | Bàn thắng    | Ra sân       | Bàn thắng    | Ra sân | Bàn thắng | Ra sân    | Bàn thắng |
| ---------- | --------- | --------- | -------- | --------- | ------------ | ------------ | ------------ | ------------ | ------ | --------- | --------- | --------- |
| Metz       | 2017–18   | Ligue 1   | 30       | 2         | 3            | 3            | 2            | 0            | —      | —         | 35        | 5         |
| Metz       | 2018–19   | Ligue 2   | 33       | 10        | 5            | 2            | 3            | 2            | —      | —         | 41        | 14        |
| Metz       | 2019–20   | Ligue 1   | 21       | 3         | 0            | 0            | 1            | 1            | —      | —         | 22        | 4         |
| Metz       | 2020–21   | Ligue 1   | 10       | 6         | 0            | 0            | —            | —            | —      | —         | 10        | 6         |
| 2021–22    | Ligue 1   | 26        | 3        | 1         | 0            | —            | —            | —            | —      | 27        | 3         |           |
| 2022–23    | Ligue 2   | 8         | 2        | 0         | 0            | —            | —            | —            | —      | 8         | 2         |           |
| Tổng cộng  | Tổng cộng | 128       | 27       | 9         | 5            | 6            | 3            | —            | —      | 143       | 34        |           |
| Tổng cộng  | Tổng cộng | Tổng cộng | 94       | 21        | 8            | 5            | 6            | 3            | —      | —         | 108       | 29        |